# George Patton IV

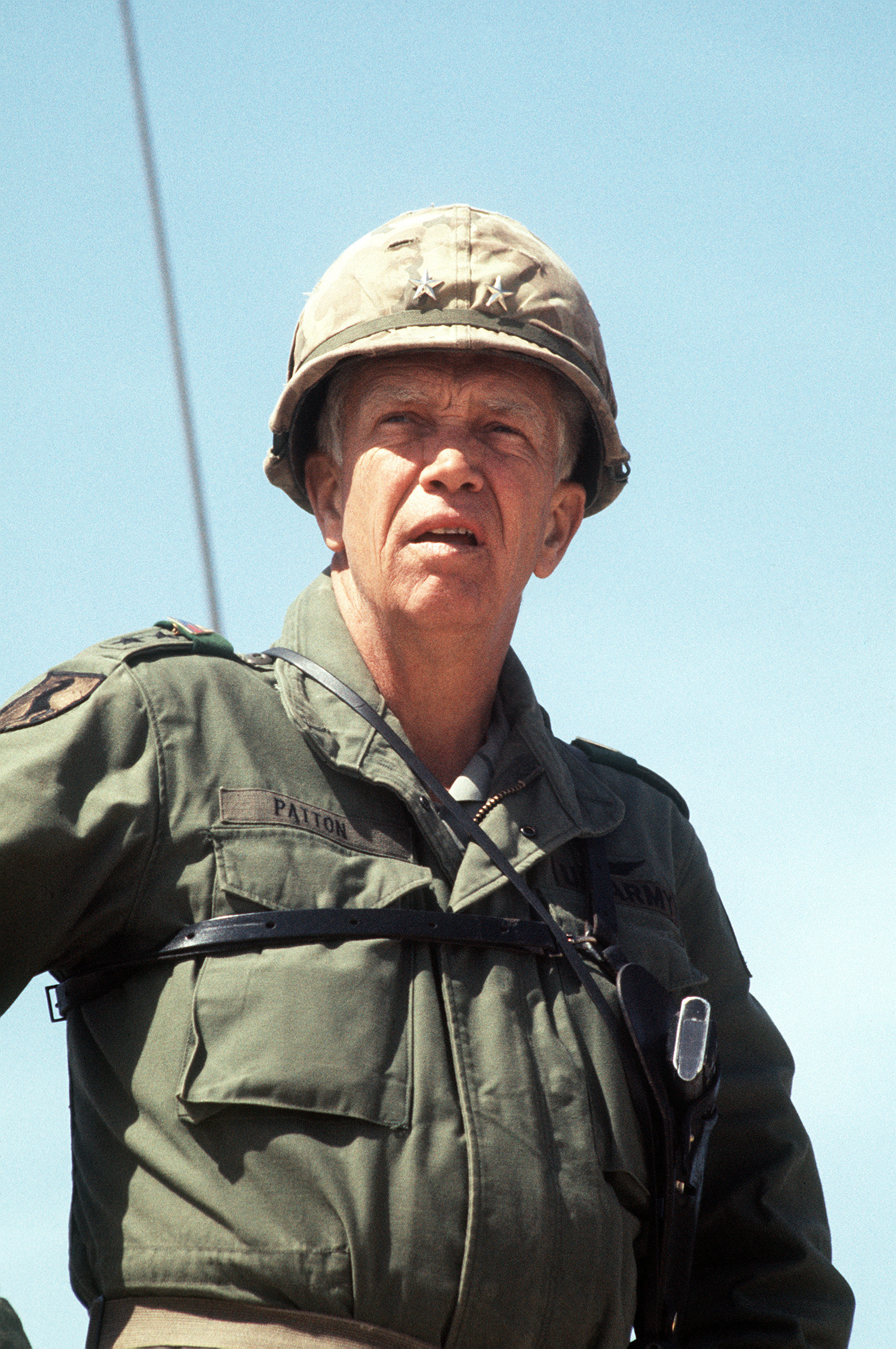
George Patton IV (1977)

George Smith Patton IV (* 24. Dezember 1923 in Boston, Massachusetts; † 27. Juni 2004 in Hamilton, Essex County, Massachusetts) war ein Generalmajor der United States Army. Er war unter anderem Kommandeur der 2nd Armored Division.

## Leben
Patton war ein Sohn von General George S. Patton (1885–1945) und dessen Frau Beatrice Banning Ayer (1886–1953). Er besuchte die öffentlichen Schulen seiner Heimat. Im Jahr 1946 absolvierte er die United States Military Academy in West Point. Nach seiner Graduation wurde er als Leutnant der Infanterie zugeteilt. In der Armee durchlief er anschließend alle Offiziersränge vom Leutnant bis zum Zwei-Sterne-General.
Im Lauf seiner militärischen Karriere absolvierte Patton verschiedene Kurse und Schulungen. Dazu gehörten unter anderem das United States Army War College. Außerdem erhielt er akademische Grade von der Harvard University und der George Washington University.
Während der Berlin-Blockade war er in Regensburg stationiert, wo er mit seiner Einheit beim Beladen von Flugzeugen der United States Air Force behilflich war. Ab Februar 1953 war er als Kompaniechef eines Panzerbataillons am Koreakrieg beteiligt. Danach war er Dozent an der Militärakademie in West Point und danach an der United States Naval Academy. In den 1960er Jahren war er dreimal im Vietnamkrieg eingesetzt. Bei seinem ersten dortigen Einsatz war er zwischen April 1962 und April 1963 Stabsoffizier beim Military Assistance Command, Vietnam. Sein zweiter Einsatz im Jahr 1967 dauerte nur drei Monate. Bei seinem dritten und letzten Vietnameinsatz zwischen Januar 1968 und Januar 1969 kommandierte er ab April 1968 das 11th Armored Cavalry Regiment. Dabei war er an mehreren Kampfhandlungen beteiligt.
Während dieser Zeit überlebte er drei Hubschrauberabschüsse. In den Zeiten zwischen seiner Vietnameinsätze versah er den für Offiziere in der entsprechenden Rangstufe üblichen Dienst. Er kommandierte unter anderem ein Panzerbataillon der 1. Panzerdivision. In den Jahren 1965 bis 1967 war er Stabsoffizier in der Abteilung G3 (Operationen) im Heeresministerium.
Im Juni 1970 erreichte Patton mit seiner Beförderung zum Brigadegeneral die Generalsränge. Nach zwischenzeitlichen anderen Verwendungen, darunter auch als stellvertretender Kommandeur des Militärstandorts Fort Knox im Jahr 1972, erhielt George Patton am 5. August 1975 als Nachfolger von Robert Leahy Fair das Kommando über die 2nd Armored Division in Fort Hood (dem heutigen Fort Cavazos). Diese Division hatte in den Jahren 1940 bis 1942 schon sein Vater kommandiert. Im Jahr 1975 wurde die 3rd Brigade der Division nach Deutschland verlegt. Patton behielt sein Kommando bis zum 3. November 1977 als Charles P. Graham seine Nachfolge antrat.
Im weiteren Verlauf wurde Patton nach Stuttgart versetzt, wo er stellvertretender Kommandeur des VII Corps wurde. Dort freundete er sich mit Manfred Rommel an. Beider Väter hatten sich im Zweiten Weltkrieg gegenübergestanden. Die Freundschaft hielt bis zu Pattons Tod.
Im Jahr 1980 schied George Patton aus dem aktiven Militärdienst aus. Er verbrachte seinen Lebensabend in Hamilton nördlich von Boston, wo er eine Farm bewirtschaftete. Später war er Co-Autor des Buchs The Fighting Pattons, das im Jahr 1997 veröffentlicht wurde. Darin geht es sowohl um eine Biographie seines Vaters als auch um einen Vergleich der militärischen Bedingungen in den Dienstjahren des Vaters mit denen seiner Generation. Er starb am 27. Juni 2004 nach längerer Krankheit an Parkinson und wurde auf dem amerikanischen Nationalfriedhof Arlington beigesetzt.

## Orden und Auszeichnungen
George Patton IV erhielt im Lauf seiner militärischen Laufbahn unter anderem folgende Auszeichnungen:
- Distinguished Service Cross
- Army Distinguished Service Medal
- Silver Star
- Legion of Merit
- Bronze Star Medal
- Distinguished Flying Cross
- Purple Heart
- Meritorious Service Medal
- Air Medal
- Army Commendation Medal
- American Campaign Medal
- Army of Occupation Medal
- National Defense Service Medal
- Korean Service Medal
- Vietnam Service Medal
- Distinguished Service Order (Südvietnam)
- Gallantry Cross (Südvietnam)
- Armed Forces Honor Medal (Südvietnam)
- Republic of Korea Presidential Unit Citation (Südkorea)
- United Nations Service Medal Korea (UNO)
- Vietnam Campaign Medal (Südvietnam)
- Korean War Service Medal (Südkorea)